# Wim Hendrikse
Wim Hendrikse (1958) is een Nederlandse schrijver, met name van een aantal boeken over David Bowie en van boeken uit het thrillergenre. Door De Gelderlander is hij genoemd als 'dé Bowie-expert in Nederland'.

## Biografie
Sinds 2005 publiceerde Wim Hendrikse 15 boeken (waarvan er 12 werden uitgegeven door Uitgeverij Aspekt).
Hij werd bij het grote publiek bekend met zijn serie boeken over David Bowie. Aanvankelijk begon hij met het schrijven van Engelstalige naslagwerken over zijn idool, die hun weg vonden naar verzamelaars en Bowiefans over de hele wereld. Met deze naslagwerken als leidraad schreef hij in 2008 een Bowiebiografie. De geupdate en volledig herschreven versie daarvan werd in 2016 uitgebracht: David Bowie: Biografie van een superster.
Hendrikse had de biografie net af, toen het nieuws van Bowie's dood wereldkundig werd gemaakt. De biografie, compleet van zijn geboorte tot aan zijn dood, werd een bestseller en de Engelse vertaling werd wereldwijd uitgebracht, waarmee Hendrikse als schrijver doorbrak naar het grote publiek.
Tussen 2005 en 2016 schreef Hendrikse naast de Bowieboeken, een bundel korte verhalen (samen met Marie-Christine van Vooren) en een komische roman, voordat hij het thrillergenre ontdekte.
In 2016 verscheen zijn eerste thriller: Familiegeheimen, een waanzinnig verhaal over een zoektocht in Amerika.
Al snel werd duidelijk dat Hendrikse zijn draai als schrijver had gevonden en er volgden vier delen in de Eyewitness-thrillerreeks: Bloedband (2018), Duister verleden (2019), Jeugdzonde (2021) en Rust zacht (2023), met speurder Joop Hamelink uit Terneuzen in de hoofdrol. De speurder wordt ondersteund en gestuurd door zijn hoogbejaarde vader Richard, een man met een vlijmscherpe geest die alles weet van elektronica. Hij kan het niet laten om zijn zoon plagend terecht te wijzen als deze een situatie verkeerd heeft ingeschat.
Omdat actie wordt afgewisseld met beschrijvingen van huiselijke tafereeltjes, waarbij de nieuwste zaak wordt besproken aan de huiskamertafel van Joops bejaarde ouders, worden de boeken vaak omschreven als thriller-romans.
In de huiskamertaferelen van de Eyewitness-reeks zijn door Hendrikse verhalen verwerkt die zijn ouders hem tijdens hun leven hebben verteld. De meeste verhalen gaan over de tijd dat het gezin in Zonnemaire woonde.
De boeken in de Eyewitness-reeks spelen zich volledig af in Zeeuws-Vlaanderen, op bestaande locaties. Joop Hamelink krijgt vaak onofficieel hulp van een rechercheur en een lijkschouwer, die hem op een Zeeuws-Vlaams terras bijpraten over politieonderzoeken en autopsieverslagen, waarna Joop steevast de rekening mag betalen.
De boeken in de Eyewitness-reeks kunnen onafhankelijk van elkaar gelezen worden.
In 2024 schreef Hendrikse een boek in een heel ander genre: Jo Mattens (1925-2023) Wereldreiziger in dienst van de missie. Het levensverhaal van de in Zuiddorpe geboren Jo Mattens, opgetekend aan de hand van haar dagboeken. Zij reisde als verpleegkundige, verbonden aan de katholieke missie, naar de meest onherbergzame en afgelegen plaatsen om de bevolking medisch te ondersteunen.